# خيال علمي نسوي

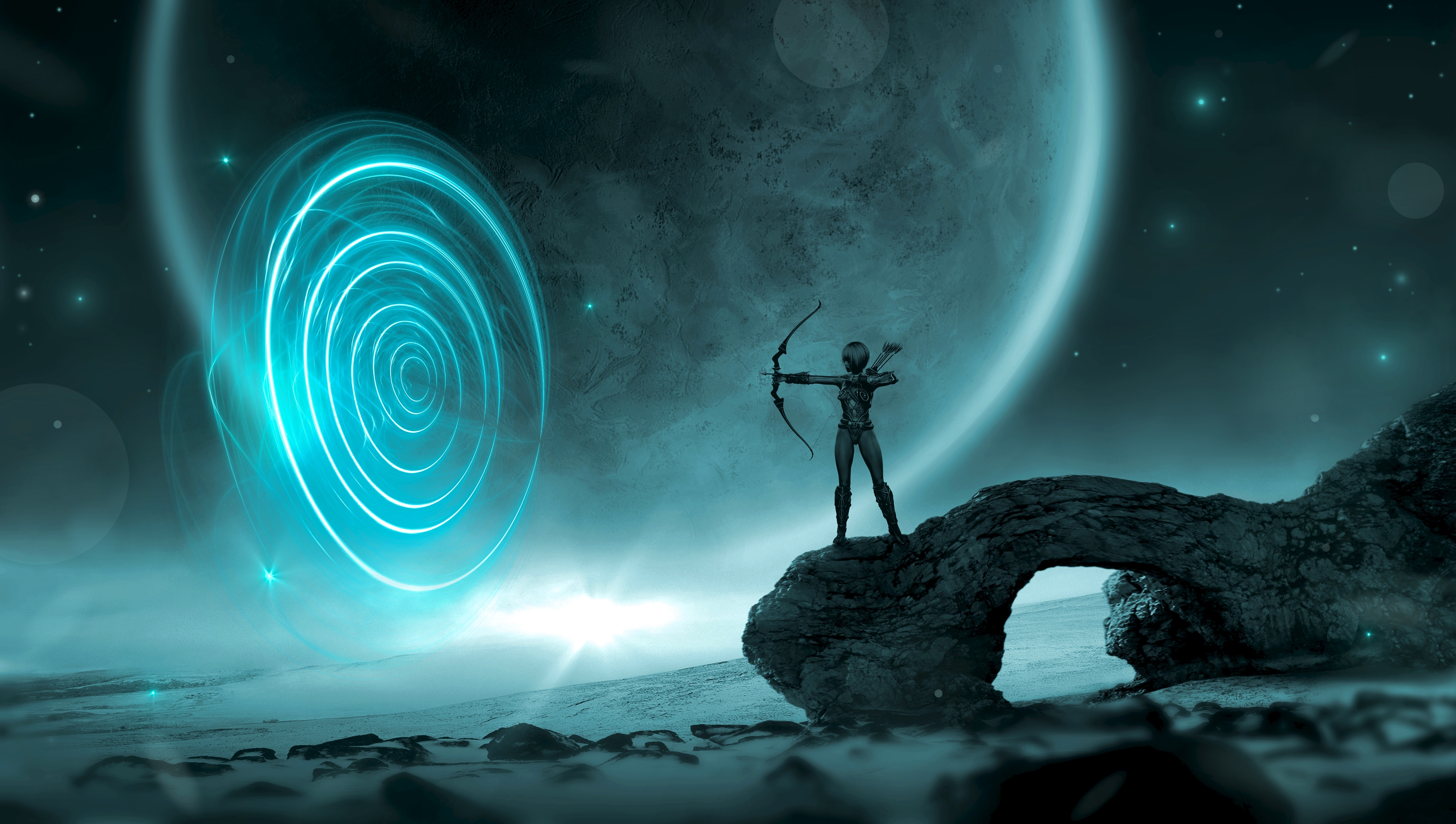

الخيال العلمي النسوي هو صنف أدبي فرعي للخيال العلمي يركز على نظريات تتضمن موضوعات نسوية، من بينها عدم المساواة بين الجنسين، والجنسانية، والعرق، والاقتصاد، والتناسل، ولكنها لا تقتصر على هذه الموضوعات. الخيال العلمي النسوي سياسي بسبب ميله إلى انتقاد الثقافة السائدة. طرحت بعض أشهر أعمال الخيال العلمي النسوي هذه الموضوعات باستخدام أدب المدينة الفاضلة لاكتشاف مجتمع لا يحتوي على اختلافات قائمة على النوع الاجتماعي أو خلل في التوازن بين القوى الجندرية، أو باستخدام أدب المدينة الفاسدة لاكتشاف عوالم تكثر فيها حالات عدم المساواة بين الجنسين، ما يؤكد على الحاجة لاستمرار الأعمال النسوية.
يلعب كل من الخيال العلمي والكتابات الخيالية دورًا مهمًا في نقل أفكار الفكر النسوي، خصوصًا أنه يربط بين النظرية والتطبيق. لا تعرض أصناف أدبية أخرى الأهداف القصوى للنسوية: عالم خالٍ من التحيز الجنسي، وعالم تُعرَف فيه مساهمات المرأة (في العلم) وتُقدَّر، عالم يستكشف التنوع في رغبات المرأة وجنسانيتها، وعالم يخلو من النوع الاجتماعي.
-إليس راي هيلفورد.

## التاريخ
يميز الخيال العلمي النسوي بين مؤلِّفات الخيال العلمي من النساء وبين مؤلفي الخيال العلمي النسويين. يُعتبر كل من مؤلفي الخيال العلمي من النسويين والنساء مهمين تاريخيًا بالنسبة إلى الصنف الأدبي الفرعي النسوي، إذ ساهمت الكاتبات بتحسين فهم النساء ووجهات نظرهن حول التقاليد الأدبية في الخيال العلمي، بينما ركز الكُتَّاب النسويون على الموضوعات والمجازات البلاغية في أعمالهم. من الصعب التمييز بين الكاتبات من النساء والكُتَّاب النسويين، ويُعتبر إسباغ صفة النسوية على عمل ما أمر قابل للجدل، لكن يوجد نصوص قانونية مُصادَق عليها بشكل عام تساعد على تعريف الصنف الأدبي.

### إنكلترا القديمة الحديثة
منذ عصر استرداد الملكية الإنجليزية، استخدمت الكاتبات موضوعات الخيال العلمي والمستقبل المُتَخيَّل لاستكشاف قضايا المرأة، وأدوارها، ومكانها في المجتمع. يمكن ملاحظة هذا الأمر منذ عام 1666 في رواية العالم المُستعِر (بالإنجليزية: The Blazing World) لدوقة نيوكاسل أبون تاين مارغريت كافنديش، التي تصف فيها مملكة طوباوية تحكمها إمبراطورة. حاز هذا العمل التأسيسي على اهتمام بعض النقاد النسويين، مثل ديل سبيندر التي اعتبرته عمل خيال علمي سبَّاق. كانت ماري شيلي كاتبة خيال علمي أخرى. تناولت روايتها فرانكنشتاين (1818) فكرة الخلق الجديد غير الجنسي، واعتبرها البعض تخيلًا لقصة آدم وحواء.

### الموجة النسوية الأولى (الاقتراع)
يمكن اعتبار الكاتبات اللواتي شاركن في حركة الأدب الطوباوي في نهاية القرن التاسع عشر وبداية القرن العشرين الكاتبات النسويات الأوائل. لطالما تناولت النصوص، التي نُشرت أثناء حركة الموجة النسوية الأولى قضايا الجنسنة من خلال تصوّر عوالم مختلفة تتحدى التوقعات الجندرية. عام 1881، وصفت رواية نبوءة ميزورا (بالإنجليزية: Mizora: A prophecy) عالمًا من النساء فقط يحتوي على ابتكارات تكنولوجية مثل التوالد العذري، والهواتف المزودة بكاميرا فيديو، واللحم الصناعي.
تلى ذلك بمدة قصيرة أعمال طوباوية نسوية، مثل رواية الأمازون الجديد: نبوءات حول المستقبل (بالإنجليزية: New Amazonia: A Forestate of the Future) (1889) لمؤلفتها إليزابيث بيرغوين كوربيت. عام 1892، نشرت الشاعرة المناهضة للعنصرية فرانسيس هاربر رواية لولا ليروي وهي إحدى أول الروايات التي نشرتها مؤلفة أفريقية أمريكية. بما أن أحداث الرواية وقعت خلال فترة ما قبل الحرب في الجنوب، فهي تتناول حياة امرأة كان أحد أجدادها الأربعة من العرق الأسود، وتعكس آمال الكثير من الأفارقة الأمريكيين بالعدالة الاجتماعية- للعرق أو النوع الاجتماعي- أثناء فترة إعادة الإعمار. تتناول رواية كشف التشابه (بالإنجليزية: Unveiling a parallel) (1893) رجلًا يحلق على متن «طائرة» إلى المريخ، ليزور مجتمعين «مريخيين» مختلفين، تسود كلاهما المساواة الاجتماعية بين الجنسين. في مجتمع بالفيريا، اتسمت النساء بصفات الرجال السلبية، أما في كاسكيا الثاني، جعلت المساواة بين الجنسين كلًّا منهما «لطيفًا، ومُحبًا، وكريمًا». نشر إي.أو.غريسبي وماري بي.لو، من الكُتّاب الشعبيين الأمريكيين، كتاب نيكوا أو معضلة العصور (بالإنجليزية: NEQUA or The Problem of the Ages) (1900)، الذي يبحث في قضايا عن الأعراف الجنسية وعدم المساواة البنيوية المُفتَرَضة. تعرض هذه الرواية المُكتَشَفة حديثًا التقاليد المعروفة في مجال الخيال العلمي النسوي: بطلة الرواية التي تلعب دور الراوي أيضًا وتتنكر كرجل، واستكشاف الأعراف الجنسية، ووصف مستقبل مجتمع الأرض المُجوَّفة (مثل ميزورا) حيث تكون النساء متساويات.

### ما بين الحربين
بين عشرينيات وثلاثينيات القرن المنصرم، بالغت العديد من مجلات الخيال العلمي المشوقة في وجهات النظر حول الذكورة وعرضت صورًا لنساء اعتُبرت صورًا جنسية. سخرت ستيلا جيبونز بشدة من وجهات النظر هذه في روايتها مزرعة باردة مريحة (بالإنجليزية: Cold Comfort Farm) (1932)، كما سخرت منها مارغريت آتوود لاحقًأ في رواية العالم الجامح (بالإنجليزية: The Runaway World) (1926)، بالإضافة إلى غيرترود باروز بينيت التي سخرت منها في مجموعة قصص الخيال العلمي التي تحمل عنوان المزعوم (بالإنجليزية: Claimed) والتي كتبتها من وجهة نظر نسائية وتناولت موضوعات جندرية وجنسية.

### ما بعد الحرب العالمية الثانية
كانت فترات ما بعد الحرب العالمية الثانية والحرب الباردة محورية ومنسية غالبًا في تاريخ الخيال العلمي النسوي. أثناء تلك الفترة، استخدمت الكاتبات صنف الخيال العلمي لتقييم التغيرات السريعة على الصعيد الاجتماعي، والثقافي، والتكنولوجي. استكشفت مؤلفات الخيال العلمي خلال فترات ما بعد الحرب العالمية الثانية والحرب الباردة تأثيرات العلم والتكنولوجيا على النساء وعائلاتهن، الأمر الذي كان يشكل نقطة محورية في الوعي العام بين خمسينيات وستينيات القرن الماضي. نشرت كاتبات الخيال العلمي كتاباتهم في مجلات الخيال العلمي مثل مجلة ذي أيالونيان (بالإنجليزية: The Ayalonian)، ومجلة الدهشة (بالإنجليزية: Astounding)، ومجلة الخيال والخيال العلمي، والمجرة (بالإنجليزية: Galaxy)، التي رحبت جميعها بالقصص والكُتَّاب الجدد ممن خرقوا قوانين الصيغة والمحتوى.
عند بداية الحرب الباردة، زادت إعادة الهيكلة الاقتصادية، والتطورات التكنولوجية، والتكنولوجيا المنزلية الجديدة (الغسالات والأجهزة الكهربائية) من الحراك الاقتصادي للطبقة الوسطى الناشئة، أدى التأكيد على النشاطات الاستهلاكية إلى خلق جو تكنولوجي محلي جديد تم فيه تأطير النساء بتوصيف عملي جديد وهو ربة المنزل المحترفة. رُويت قصص الخيال العلمي النسوية المنشورة من وجهة نظر النساء (شخصيات ومؤلفين) اللواتي عرفن الأدوار التقليدية لربات أو مدبرات المنزل بأنها فعل مدمر بطرق شتى نظرًا إلى الطبيعة الذكورية التقليدية لصنف الخيال العلمي والمجتمع في تلك الفترة.
تستحضر الكاتبة ليزا يازيك في كتاب الضواحي الكونية (بالإنجليزية: Galactic Suburbia) العديد من مؤلِّفات الخيال العلمي في فترة ما بعد الحرب العالمية الثانية مثل جوديث ميري مؤلفة رواية أم فقط (بالإنجليزية: That Only a Mother) (1948)، ورواية بنات الأرض (بالإنجليزية: Daughters of Earth) (1952)، ورواية مربية أطفال مدبرة (بالإنجليزية: Project Nursemaid) (1955)، والسيدة المتشردة (بالإنجليزية: The Lady was a Tramp) (1957)، وروايات الكاتبة أليس إليانور جونز، ومنها: الحياة المشترَكة (بالإنجليزية: Life Incorporated) (1955)، والمهرج السعيد (بالإنجليزية: The Happy Clown) (1955)، وموظف التجنيد (بالإنجليزية: Recruiting Officer) (1955)، وروايات الكاتبة شيرلي جاكسون مثل يوم عادي واحد، مع الفستق (بالإنجليزية: One Ordinary Day, with Peanuts) (1955)، والشؤم (بالإنجليزية: The Omen) (1985).